# Libérate! (Himno de la Europride 2007)
Libérate! es el segundo álbum lanzado al mercado por la cantante y cantautora, La Terremoto de Alcorcón.

## Sobre el disco
La Terremoto de Alcorcón fue elegida para que realizara una canción la cual sería el Himno Europeo del Orgullo Gay. Ella decidida y dispuesta se comprometió y realizó la canción 'Libérate!'. Tras esta canción ya realizada en español, se propuso hacer más y lo que hizo fue hacer la canción traducida en otros idiomas. Estos idiomas fueron el inglés, francés, italiano y catalán.
La canción de liberate en el estribillo tiene el título de canciones, que podrían definirse como "gais". Sea en el idioma que sea tiene sus respectivos títulos de canciones de ese idioma, menos en catalán que son las mismas que en español.

## Lista de canciones
| N.º | Título                             | Música       | Duración |  |
| 1.  | «Libérate!» (En español)           | La Terremoto |          |  |
| 2.  | «Libérate!» (En inglés)            | La Terremoto |          |  |
| 3.  | «Libérate!» (En francés)           | La Terremoto |          |  |
| 4.  | «Libérate!» (En italiano)          | La Terremoto |          |  |
| 5.  | «Libérate!» (En catalán)           | La Terremoto |          |  |
| 6.  | «Libérate!» (Versión Instrumental) | La Terremoto |          |  |

- Datos: Q5408279